# Vĩnh Long
Vĩnh Long là một tỉnh thuộc vùng Đồng bằng sông Cửu Long, Việt Nam. Theo dữ liệu Sáp nhập tỉnh, thành Việt Nam 2025, 	Vĩnh Long	có diện tích: 	6.296	km²,	xếp thứ	25; dân số:	4.257.581	người,	xếp thứ	9; GRDP 2024: 	254.479.941	triệu VNĐ, xếp thứ	17; thu ngân sách 2024:	21.789.629	triệu VNĐ, xếp thứ	20; thu nhập bình quân:	50,75	triệu VNĐ/năm, 	xếp thứ	22.

## Ý nghĩa tên gọi
Vĩnh Long viết theo chữ Hán là (永隆). (Vĩnh trong vĩnh viễn, vĩnh hằng, nghĩa là "mãi mãi"; Long trong long trọng, nghĩa là "thịnh vượng, giàu có"). Tên Vĩnh Long thể hiện mong muốn nơi đây luôn được thịnh vượng muôn đời.

## Địa lý
Tỉnh Vĩnh Long nằm giữa hai nhánh sông chính của sông Cửu Long là sông Tiền và sông Hậu. Tỉnh lỵ Vĩnh Long cách Thành phố Hồ Chí Minh 100 km về phía Nam theo Quốc lộ 1, cách Cần Thơ 33 km về phía Bắc theo Quốc lộ 1. Tỉnh Vĩnh Long nằm trong tọa độ từ 9°52'40 đến 10°19'48 độ vĩ bắc và 105041'18 đến 106017'03 độ kinh đông. Nhìn bao quát, tỉnh Vĩnh Long như một hình thoi nằm ở vị trí trung tâm của đồng bằng châu thổ hạ lưu sông Cửu Long:
- Phía đông và phía bắc giáp tỉnh Đồng Tháp

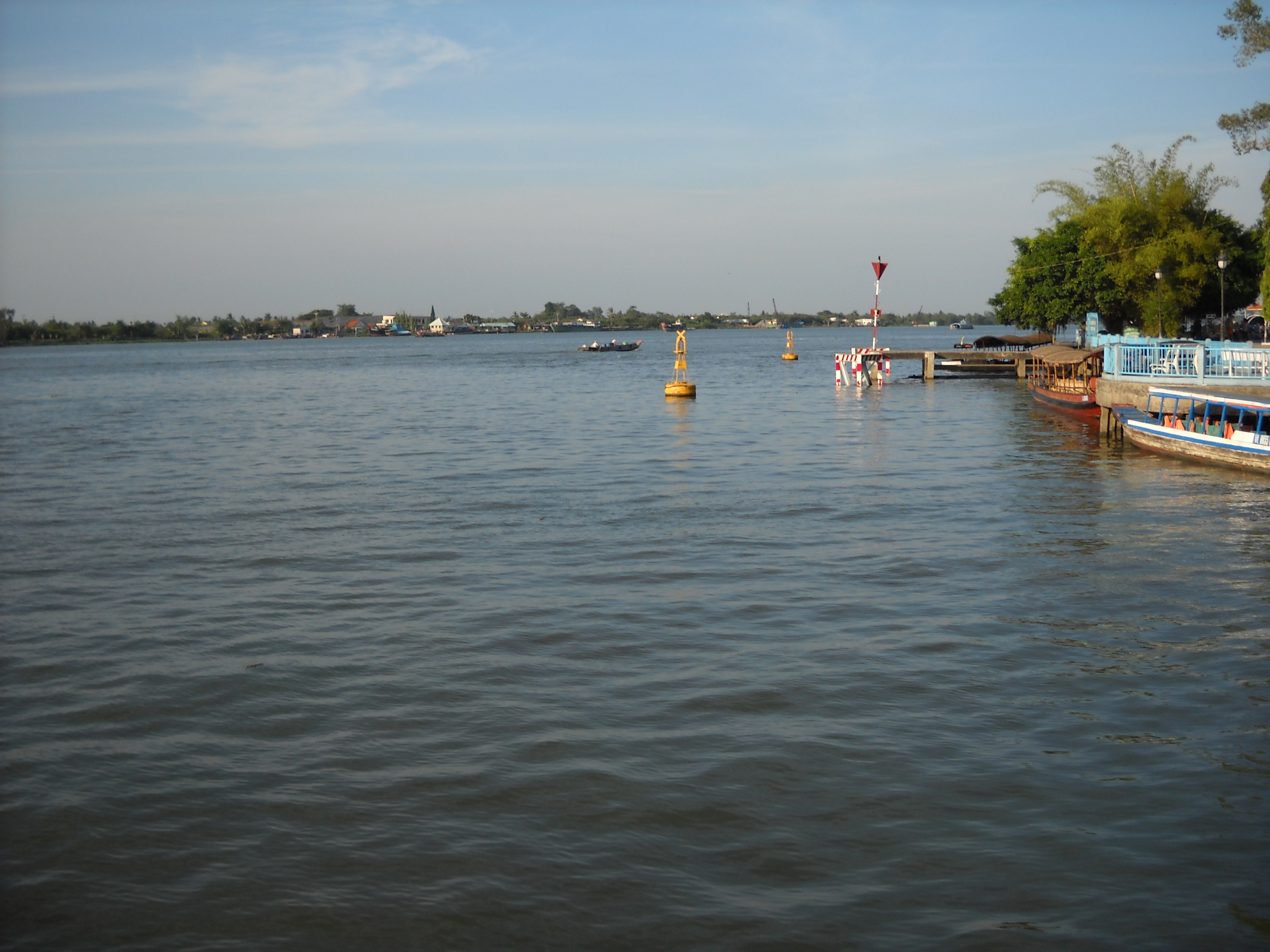
Sông Cổ Chiên, đoạn chảy qua thành phố Vĩnh Long

- Phía tây giáp thành phố Cần Thơ
- Phía nam giáp Biển Đông.

### Điều kiện tự nhiên
Tỉnh Vĩnh Long có dạng địa hình khá bằng phẳng với độ dốc nhỏ hơn 2°, có cao trình khá thấp so với mực nước biển, Với dạng địa hình đồng bằng ngập lụt cửa sông, tiểu địa hình của tỉnh có dạng lòng chảo ở giữa trung tâm tỉnh và cao dần về 2 hướng bờ sông Tiền, sông Hậu, sông Mang Thít và ven các sông rạch lớn. Tỉnh Vĩnh Long nằm trong vùng khí hậu nhiệt đới gió mùa, chia làm 2 mùa rõ rệt là mùa mưa và mùa khô. Lượng mưa bình quân hàng năm từ 1.400 - 1.450 mm kéo dài từ tháng 4 đến tháng 11, chiếm 85% lượng mưa cả năm, nhiệt độ tương đối cao, ổn định, nhiệt độ trung bình là 27 °C, biên độ nhiệt trung bình năm nhỏ, độ ẩm trung bình 79,8%, số giờ nắng trung bình năm lên tới 2.400 giờ.
Vĩnh Long có cấu trúc địa chất tương đồng với khu vực, chủ yếu là trầm tích biển của kỉ Đệ Tứ trong Đại Tân sinh. Vĩnh Long tuy có diện tích đất phèn lớn, tầng sinh phèn ở rất sâu, tỉ lệ phèn ít, song đất có chất lượng cao, màu mỡ vào bậc nhất so với các tỉnh trong vùng. Đặc biệt tỉnh có hàng vạn ha đất phù sa ngọt ven sông Tiền và sông Hậu (lượng phù sa trung bình là 374 g/m³ nước sông vào mùa lũ), đất tốt, độ phì nhiêu cao, trồng được hai vụ lúa trở lên, cho năng suất cao, sinh khối lớn lại thuận lợi về giao thông kể cả thủy và bộ. Vĩnh Long còn có lượng cát sông và đất sét làm vật liệu xây dựng khá dồi dào. Cát sông với trữ lượng khoảng 100 - 150 triệu m³, được sử dụng chủ yếu cho san lấp và đất sét với trữ lượng khoảng 200 triệu m³, là nguyên liệu sản xuất gạch và làm gốm.
Vĩnh Long là tỉnh đặc biệt nghèo về tài nguyên khoáng sản, cả về số lượng lẫn chất lượng. Tỉnh chỉ có nguồn cát và đất sét làm vật liệu xây dựng, đây là nguồn thu có ưu thế lớn nhất của tỉnh Vĩnh Long so với các tỉnh trong vùng về giao lưu kinh tế và phát triển thương mại - du lịch. Tỉnh Vĩnh Long nằm giữa hai con sông lớn nhất của đồng bằng sông Cửu Long, nên có nguồn nước ngọt quanh năm, đó là tài nguyên vô giá mà thiên nhiên ban tặng. Vĩnh Long có mạng lưới sông ngòi chằng chịt, hình thành hệ thống phân phối nước tự nhiên khá hoàn chỉnh, cùng với lượng mưa trung bình năm lớn đã tạo điều kiện cho sản xuất và sinh hoạt của người dân..

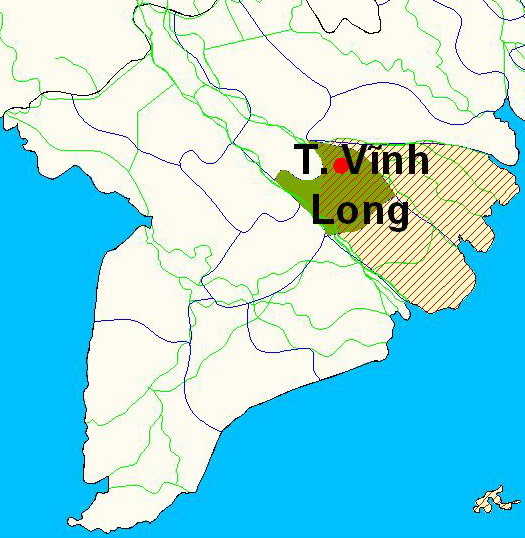
Tỉnh Vĩnh Long nhà Nguyễn (giai đoạn 1832-1867) so với tỉnh Vĩnh Long năm 2011.

## Lịch sử
Năm 1732, vùng đất Vĩnh Long thời ấy được Nguyễn Phúc Chú thành lập, với tên gọi đầu tiên của tỉnh là Châu Định Viễn, thuộc dinh Long Hồ. Năm 1779, đổi tên thành Hoằng Trấn dinh. Giai đoạn từ năm 1780 đến năm 1805, đổi thành Vĩnh Trấn, từ năm 1806 đến năm 1832, Vĩnh Trấn được đổi thành Trấn Vĩnh Thanh. Từ năm 1832 đến năm 1950, tên gọi Vĩnh Long được hình thành với vai trò là một tỉnh. Giai đoạn từ năm 1951 đến năm 1954, Vĩnh Long được đổi thành tỉnh Vĩnh Trà. Từ năm 1954 đến 1975, tỉnh Vĩnh Long được tái lập lần thứ 2. Từ năm năm 1976 đến tháng 5 năm 1992, mang tên là tỉnh Cửu Long, Cuối cùng là từ ngày 5 tháng 5 năm 1992 tỉnh Vĩnh Long được sử dụng đến ngày hôm nay.
Năm 1698, khi Lễ thành hầu Nguyễn Hữu Cảnh vào kinh lược, toàn bộ vùng đất mới phương Nam chính thức trở thành một đơn vị hành chính mang tên phủ Gia Định.
Năm 1714, đời chúa Nguyễn (Nguyễn Phúc Chu), lúc này Vĩnh Long là trung tâm của châu Định Viễn, bao gồm một phần của Bến Tre ở mạn trên và Trà Vinh ở mạn dưới thuộc Long Hồ Dinh.
Năm 1732, dưới thời Nguyễn Phúc Chú đã lập ở phía nam dinh Phiên Trấn đơn vị hành chính mới là Dinh Long Hồ, Châu Định Viễn, đất Vĩnh Long thuộc Dinh Long Hồ.
Đến năm Đinh Sửu (1757) thì chuyển đến xứ Tầm Bào (thuộc địa phận thôn Long Hồ, nay là Thành phố Vĩnh Long). Thành Long Hồ được xây dựng tại xứ Tầm Bào là thủ phủ của một vùng rộng lớn. Nhờ đất đai màu mỡ, giao thông thuận lợi, dân cư đông đúc, việc buôn bán thông thương phát đạt, địa thế trung tâm..., dinh Long Hồ trở thành một trung tâm quan trọng thời bấy giờ. Để bảo đảm an ninh quốc gia, Chúa Nguyễn đã thiết lập ở đây nhiều đồn binh như: Vũng Liêm, Trà Ôn,...
Đến giữa thế kỷ XVIII, dinh Long Hồ là thủ phủ của vùng đất phía nam và là đại bản doanh của quân đội chúa Nguyễn có nhiệm vụ phòng thủ, ổn định và bảo vệ đất nước. Sử cũ còn ghi:
| “ | Vào năm Canh Dần 1770, tại vùng đất này, lưu thủ dinh Long Hồ đã chặn đánh tan tác quân Xiêm La do Chiêu Khoa Liên cầm quân, tiêu diệt 300 tên địch, làm tan vỡ âm mưu xâm chiếm nước Việt của chúng | ” |

Nơi đây, trong khoảng 10 năm (1776–1787), cũng từng là chiến trường diễn ra nhiều cuộc giao chiến ác liệt giữa nghĩa quân Tây Sơn với quân (chúa Nguyễn và Nguyễn Ánh), từ trận đầu tiên là trận tập kích Long Hồ của Nguyễn Lữ. Năm 1784, tại sông Mang Thít (Vĩnh Long) nghĩa quân Tây Sơn do Nguyễn Huệ chỉ huy đã đánh thắng trận Rạch Gầm – Xoài Mút (Tiền Giang), làm liên quân Xiêm La do Nguyễn Ánh cầu viện đại bại.
Năm Canh Tý (1780), Nguyễn Ánh đổi dinh Long Hồ, châu Định Viễn thành dinh Vĩnh Trấn. Năm Mậu Thân (1788), sau khi lấy lại đất Nam Bộ từ tay nhà Tây Sơn, Nguyễn Ánh lập 2 đạo Long Xuyên và Kiên Giang của trấn Hà Tiên nhập vào dinh Vĩnh Trấn.
Thời nhà Nguyễn, năm Quý Hợi (1803), Gia Long (Nguyễn Ánh) cắt đất dinh Long Hồ xưa lập thành dinh Hoằng Trấn.
Năm Gia Long thứ 7 (1808), Vĩnh Trấn, Hoằng Trấn được đổi làm trấn Vĩnh Thanh thuộc tổng trấn Gia Định, đồng thời thăng châu Định Viễn làm phủ với 3 huyện: Vĩnh Bình, Vĩnh An và Tân An.
Năm 1810, lại cắt 2 đạo Kiên Giang với Long Xuyên về trấn Hà Tiên như cũ.
Năm 1813, Gia Long lập thêm huyện Vĩnh Định thuộc trấn Vĩnh Thanh. Trấn thủ trấn Vĩnh Thanh là quan Hiệp trấn Vĩnh Thanh, với chức phó là quan Tham Hiệp. Các quan Trấn thủ Vĩnh Thanh gồm: Nguyễn Văn Thoại.
Năm Minh Mạng thứ 4 (1823), Minh Mạng chia huyện Tân An thành 2 huyện Tân An và Bảo An thuộc phủ mới lập tên là Hoằng An.
Năm 1832, Minh Mạng đổi tên trấn Vĩnh Thanh thành Vĩnh Long, lấy thêm 2 huyện Tuân Nghĩa, Trà Vinh của phủ Lạc Hóa thành Gia Định nhập vào Vĩnh Long và đổi trấn thành tỉnh Vĩnh Long (chữ Hán:永隆). Nhưng đồng thời, lại cắt các huyện Vĩnh Định, An Định và đạo Châu Đốc sang tỉnh An Giang. Cùng năm 1832, Minh Mạng cho lập thêm huyện Vĩnh Trị thuộc phủ Định Viễn tỉnh Vĩnh Long. Đặt chức tổng đốc Long-Tường để thống lĩnh 2 tỉnh Vĩnh Long và Định Tường, cùng với các chức Án sát và Bố chính lo các công việc thuộc chức năng của Bộ Hình và Bộ Hộ ở cấp tỉnh, giúp cho Tổng đốc. Quần đảo Côn Lôn (tức Côn Đảo) thuộc tỉnh Vĩnh Long nhà Nguyễn.
Năm 1833, tỉnh Vĩnh Long bị quân Lê Văn Khôi nổi dậy chiếm đóng, nhà Nguyễn phải điều binh đánh dẹp, cuối cùng án sát Vĩnh Long là Doãn Uẩn lấy lại được tỉnh thành (thành Long Hồ) từ tay quân của Khôi.
Năm 1837, Minh Mạng lập thêm ở Vĩnh Long 1 phủ Hoằng Trị và 2 huyện (Bảo Hựu, Duy Minh).

Tỉnh Vĩnh Long, ở Nam Kỳ, giai đoạn (1832-1867)

Năm Tự Đức thứ 4 (1851), nhà Nguyễn bỏ phủ Hoằng An, gộp các huyện của phủ này vào phủ Hoằng Trị. Thời vua Tự Đức cho đến khi Pháp chiếm Vĩnh Long (1851-1862), tỉnh Vĩnh Long gồm 3 phủ là Hoằng An, Định Viễn, Lạc Hóa, Cùng với 8 huyện là huyện Vĩnh Bình, huyện Vĩnh Trị, huyện Bảo Hựu, huyện Tân Minh, huyện Bảo An, huyện Duy Minh, huyện Tuân Nghĩa, huyện Trà Vinh, đồng thời Quần Đảo Côn Lôn (Côn Đảo) cũng thuộc sự quản hạt của tỉnh Vĩnh Long.
Ngày 6 tháng 8 năm 1867, hạt thanh tra Định Viễn đổi thành hạt thanh tra Vĩnh Long.

Bản đồ hạt Vĩnh Long năm 1885

Từ ngày 5 tháng 1 năm 1876, hạt thanh tra Vĩnh Long được đổi thành hạt tham biện Vĩnh Long, có 14 tổng.
Ngày 12 tháng 5 năm 1879, giải thể tổng Vĩnh Trung, nhập các làng vào tổng Bình Long. Chánh tham biện lúc này là Luro.
Ngày 1 tháng 1 năm 1900, hạt tham biện Vĩnh Long được đổi thành tỉnh Vĩnh Long, do G. Bertin làm chủ tỉnh đầu tiên.
Ngày 25 tháng 1 năm 1908, địa bàn tỉnh Vĩnh Long được chia thành 5 quận là Long Châu, Chợ Lách, Cái Nhum, Vũng Liêm, Ba Kè. Chủ tinh Vĩnh Long lúc này là G. Caillard (1908 - 1909)
Ngày 9 tháng 2 năm 1913, tỉnh Vĩnh Long nhận thêm địa bàn tỉnh Sa Đéc giải thể.
Ngày 1 tháng 12 năm 1913, lập thêm 2 quận Cao Lãnh, Sa Đéc.
Ngày 1 tháng 4 năm 1916, lập quận Lai Vung.
Ngày 29 tháng 6 năm 1916, đổi tên quận Ba Kè thành quận Chợ Mới.
Ngày 9 tháng 2 năm 1917, địa bàn tỉnh Vĩnh Long được sắp xếp lại, gồm 7 quận gồm có Châu Thành, Chợ Lách, Vũng Liêm, Chợ Mới, Sa Đéc, Cao Lãnh, Lai Vung.
Ngày 7 tháng 11 năm 1917, quận Chợ Mới được đổi thành quận Tam Bình.
Ngày 29 tháng 2 năm 1924, tách 3 quận Sa Đéc, Lai Vung, Cao Lãnh ra khỏi tỉnh Vĩnh Long để lập lại tỉnh Sa Đéc, tỉnh Vĩnh Long lúc này còn 4 quận.
Ngày 11 tháng 8 năm 1942, tỉnh Vĩnh Long còn 3 quận là Châu Thành, Tam Bình, Vũng Liêm.
Trước năm 1948, hai huyện Cầu Kè, Trà Ôn thuộc tỉnh Cần Thơ, từ năm 1948 đến năm 1950, hai huyện này thuộc tỉnh Vĩnh Long. Từ năm 1951 đến năm 1954, thuộc tỉnh Vĩnh Trà (Chính quyền Cách Mạng).
Từ năm 1954 đến năm 1971, Trà Ôn thuộc huyện Cầu Kè tỉnh Trà Vinh.
Thời kỳ 1971 đến năm 1975 huyện Trà Ôn thuộc tỉnh Vĩnh Long. 

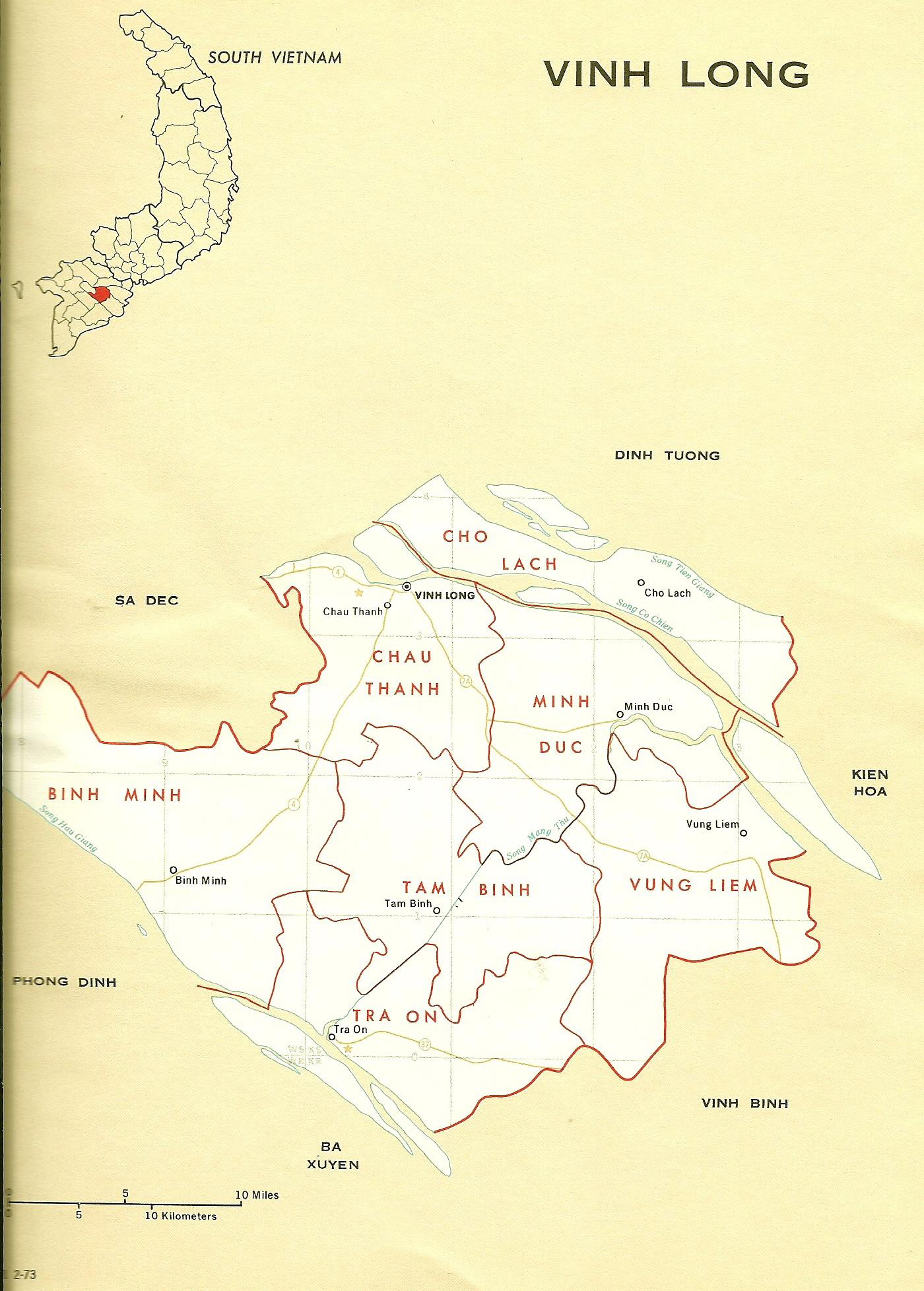
Bản đồ hành chánh tỉnh Vĩnh Long thời VNCH năm 1973

Sang thời Việt Nam Cộng hòa, chính quyền Đệ Nhất Cộng hòa chia tỉnh Vĩnh Long làm 6 quận, 22 tổng, 81 xã (Nghị định số 308-BNV/NC/NĐ của Bộ trưởng Bộ Nội vụ ngày 8 tháng 10 năm 1957): Các quận là Châu Thành, Chợ Lách, Tam Bình, Bình Minh, Sa Đéc.
Ngày 10 tháng 3 năm 1961, quận Cái Nhum được tái lập và đến ngày 31 tháng 5 năm 1961 thì đổi tên thành quận Minh Đức.
Ngày 11 tháng 7 năm 1962, 2 quận là Đức Tôn, Đức Thành được thành lập.
Ngày 24 tháng 9 năm 1966, 4 quận gồm Lấp Vò, Sa Đéc, Đức Tôn, Đức Thành được tách ra để tái lập tỉnh Sa Đéc.
Ngày 14 tháng 1 năm 1967, tỉnh Vĩnh Long nhận thêm quận Trà Ôn, Vũng Liêm từ tỉnh Vĩnh Bình.
Đến ngày 2 tháng 8 năm 1969, Theo Nghị định số 856-NĐ/NV của Thủ tướng Việt Nam Cộng hòa, thì Vĩnh Long có 7 quận, 18 tổng, 65 xã. Các quận là Châu Thành - Vĩnh Long, Chợ Lách, Tam Bình, Bình Minh, Minh Đức, Trà Ôn, Vũng Liêm.
Đầu năm 1976, Vĩnh Long đã sáp nhập với Trà Vinh thành tỉnh Cửu Long.
Nhưng đến ngày 26 tháng 12 năm 1991 lại tách ra thành hai tỉnh riêng như cũ. Khi tách ra, tỉnh Vĩnh Long, gồm thị xã Vĩnh Long và 5 huyện: Bình Minh, Long Hồ, Tam Bình, Trà Ôn, Vũng Liêm.
Ngày 13 tháng 2 năm 1992, tái lập huyện Mang Thít trên cơ sở điều chỉnh một phần diện tích tự nhiên và nhân khẩu của huyện Long Hồ.
Ngày 31 tháng 7 năm 2007, Chính phủ Việt Nam ban hành Nghị định số 125/2007/NĐ-CP, thành lập huyện Bình Tân trên cơ sở tách 11 xã phía bắc của huyện Bình Minh, huyện lỵ đặt tại xã Tân Quới.
Ngày 10 tháng 4 năm 2009, Chính phủ Việt Nam ban hành Nghị định số 16/NĐ-CP về việc thành lập thành phố Vĩnh Long thuộc tỉnh Vĩnh Long trên cơ sở toàn bộ diện tích tự nhiên và dân số của thị xã Vĩnh Long.
Ngày 28 tháng 12 năm 2012, Chính phủ ban hành Nghị quyết 89/NQ-CP về việc thành lập thị xã Bình Minh thuộc tỉnh Vĩnh Long trên cơ sở toàn bộ diện tích tự nhiên và dân số của huyện Bình Minh.
Tỉnh Vĩnh Long có 8 đơn vị hành chính cấp huyện, gồm thành phố Vĩnh Long, thị xã Bình Minh và các huyện: Bình Tân, Long Hồ, Mang Thít, Tam Bình, Trà Ôn, Vũng Liêm như hiện nay.
Ngày 12 tháng 6 năm 2025, Quốc hội ban hành Nghị quyết số 202/2025/QH15 về việc sắp xếp đơn vị hành chính cấp tỉnh (nghị quyết có hiệu lực từ ngày 12 tháng 6 năm 2025). Theo đó, sáp nhập tỉnh Bến Tre và tỉnh Trà Vinh vào tỉnh Vĩnh Long.
Sau khi sáp nhập, tỉnh Vĩnh Long có 6.296,20 km² diện tích tự nhiên và quy mô dân số là 4.257.581 người.

## Hành chính
Tỉnh Vĩnh Long được chia thành 124 đơn vị hành chính cấp xã, gồm 19 phường và 105 xã.
| Tên             | Diện tích (km²) | Dân số (người) |
| --------------- | --------------- | -------------- |
| Phường (19)     |                 |                |
| An Hội          | 31,90           | 53.476         |
| Bến Tre         | 31,99           | 35.917         |
| Bình Minh       | 23,86           | 34.193         |
| Cái Vồn         | 26,52           | 36.031         |
| Đông Thành      | 44,35           | 41.793         |
| Duyên Hải       | 69,63           | 24.356         |
| Hòa Thuận       | 16,51           | 25.384         |
| Long Châu       | 12,63           | 49.480         |
| Long Đức        | 40,62           | 33.662         |
| Nguyệt Hóa      | 21,14           | 37.066         |
| Phú Khương      | 24,97           | 47.059         |
| Phú Tân         | 26,58           | 28.568         |
| Phước Hậu       | 15,52           | 50.839         |
| Sơn Đông        | 23,48           | 34.188         |
| Tân Hạnh        | 17,84           | 32.093         |
| Tân Ngãi        | 21,70           | 31.294         |
| Thanh Đức       | 16,49           | 35.158         |
| Trà Vinh        | 15,73           | 43.397         |
| Trường Long Hòa | 56,49           | 16.150         |
| Xã (105)        |                 |                |
| An Bình         | 61,84           | 51.382         |
| An Định         | 46,59           | 37.688         |
| An Hiệp         | 56,33           | 31.248         |
| An Ngãi Trung   | 33,97           | 28.941         |
| An Phú Tân      | 53,91           | 27.473         |
| An Qui          | 73,53           | 28.342         |
| An Trường       | 72,61           | 45.505         |
| Ba Tri          | 49,47           | 52.154         |
| Bảo Thạnh       | 62,28           | 25.225         |
| Bình Đại        | 44,70           | 33.881         |
| Bình Phú        | 59,21           | 39.152         |

| Tên              | Diện tích (km²) | Dân số (người) |
| ---------------- | --------------- | -------------- |
| Bình Phước       | 35,67           | 29.418         |
| Cái Ngang        | 63,14           | 36.654         |
| Cái Nhum         | 52,45           | 38.538         |
| Càng Long        | 46,87           | 41.542         |
| Cầu Kè           | 54,12           | 35.491         |
| Cầu Ngang        | 35,32           | 28.986         |
| Châu Hòa         | 52,05           | 28.425         |
| Châu Hưng        | 35,22           | 23.229         |
| Châu Thành       | 87,41           | 50.560         |
| Chợ Lách         | 49,72           | 44.316         |
| Đại An           | 32,32           | 22.672         |
| Đại Điền         | 59,26           | 37.267         |
| Đôn Châu         | 58,93           | 32.050         |
| Đông Hải         | 68,91           | 14.222         |
| Đồng Khởi        | 41,12           | 35.384         |
| Giao Long        | 42,45           | 40.150         |
| Giồng Trôm       | 42,39           | 37.599         |
| Hàm Giang        | 60,66           | 30.752         |
| Hiệp Mỹ          | 67,45           | 31.460         |
| Hiếu Phụng       | 42,46           | 28.418         |
| Hiếu Thành       | 53,41           | 34.331         |
| Hòa Bình         | 65,61           | 39.787         |
| Hòa Hiệp         | 44,10           | 33.099         |
| Hòa Minh         | 35,75           | 16.843         |
| Hùng Hòa         | 57,51           | 28.221         |
| Hưng Khánh Trung | 32,14           | 27.672         |
| Hưng Mỹ          | 67,02           | 40.259         |
| Hưng Nhượng      | 53,66           | 37.568         |
| Hương Mỹ         | 55,01           | 38.427         |
| Lộc Thuận        | 42,70           | 28.704         |
| Long Hiệp        | 65,17           | 32.425         |
| Long Hồ          | 47,64           | 54.312         |

| Tên            | Diện tích (km²) | Dân số (người) |
| -------------- | --------------- | -------------- |
| Long Hòa       | 52,67           | 13.309         |
| Long Hữu       | 67,68           | 15.321         |
| Long Thành     | 51,51           | 15.429         |
| Long Vĩnh      | 96,37           | 16.344         |
| Lục Sĩ Thành   | 43,52           | 23.457         |
| Lương Hòa      | 37,48           | 25.940         |
| Lương Phú      | 27,88           | 25.554         |
| Lưu Nghiệp Anh | 54,62           | 29.658         |
| Mỏ Cày         | 38,89           | 49.852         |
| Mỹ Chánh Hòa   | 50,61           | 29.376         |
| Mỹ Long        | 73.61           | 25.385         |
| Mỹ Thuận       | 56,01           | 29.312         |
| Ngãi Tứ        | 69,12           | 48.795         |
| Ngũ Lạc        | 60,92           | 32.309         |
| Nhị Long       | 57,95           | 34.633         |
| Nhị Trường     | 72,34           | 38.184         |
| Nhơn Phú       | 38,09           | 34.898         |
| Nhuận Phú Tân  | 41,64           | 38.837         |
| Phong Thạnh    | 77,33           | 41.525         |
| Phú Phụng      | 47,89           | 38.495         |
| Phú Quới       | 50,58           | 49.669         |
| Phú Thuận      | 29,28           | 16.883         |
| Phú Túc        | 63,14           | 62.073         |
| Phước Long     | 39,95           | 27.284         |
| Phước Mỹ Trung | 38,19           | 36.526         |
| Quới An        | 44,93           | 29.101         |
| Quới Điền      | 49,58           | 30.012         |
| Quới Thiện     | 46,95           | 26.240         |
| Song Lộc       | 80,01           | 42.628         |
| Song Phú       | 76,58           | 50.646         |
| Tam Bình       | 34,63           | 32.612         |
| Tam Ngãi       | 61,31           | 40.282         |

| Tên            | Diện tích (km²) | Dân số (người) |
| -------------- | --------------- | -------------- |
| Tân An         | 57,25           | 33.013         |
| Tân Hào        | 44,45           | 30.694         |
| Tân Hòa        | 61,21           | 41.202         |
| Tân Long Hội   | 36,27           | 26.358         |
| Tân Lược       | 56,39           | 38.844         |
| Tân Phú        | 51,93           | 35.355         |
| Tân Quới       | 45,66           | 50.858         |
| Tân Thành Bình | 52,65           | 46.858         |
| Tân Thủy       | 52,55           | 45.743         |
| Tân Xuân       | 50,44           | 36.387         |
| Tập Ngãi       | 58,77           | 31.825         |
| Tập Sơn        | 67,44           | 39.985         |
| Thạnh Hải      | 100,71          | 18.261         |
| Thạnh Phong    | 77,97           | 20.255         |
| Thạnh Phú      | 70,70           | 42.268         |
| Thạnh Phước    | 76,99           | 21.208         |
| Thành Thới     | 49,35           | 35.102         |
| Thạnh Trị      | 73,26           | 29.457         |
| Thới Thuận     | 116,95          | 20.968         |
| Tiên Thủy      | 33,81           | 31.792         |
| Tiểu Cần       | 49,73           | 34.150         |
| Trà Côn        | 59,37           | 45.778         |
| Trà Cú         | 37,33           | 30.037         |
| Trà Ôn         | 42,78           | 37.869         |
| Trung Hiệp     | 46,73           | 34.451         |
| Trung Ngãi     | 39,25           | 27.309         |
| Trung Thành    | 35,88           | 35.593         |
| Vinh Kim       | 56,68           | 30.261         |
| Vĩnh Thành     | 52,01           | 42.885         |
| Vĩnh Xuân      | 57,79           | 42.370         |

## Kinh tế
Năm 2018, Vĩnh Long là đơn vị hành chính Việt Nam đông thứ 41 về số dân, xếp thứ 42 về Tổng sản phẩm trên địa bàn (GRDP), xếp thứ 35 về GRDP bình quân đầu người, đứng thứ 62 về tốc độ tăng trưởng GRDP. Với 1.051.800 người dân, GRDP đạt 47.121 tỉ Đồng (tương ứng với 2,0465 tỉ USD), GRDP bình quân đầu người đạt 44,8 triệu đồng (tương ứng với 1.946 USD), tốc độ tăng trưởng GRDP đạt 6,17%.
Năm 2011, GRDP tỉnh Vĩnh Long tăng trưởng hơn 10% và cao hơn bình quân cả nước, GDP bình quân đầu người của tỉnh đạt gần 24 triệu đồng. Lần đầu tiên kim ngạch xuất khẩu của tỉnh đạt mức cao nhất từ trước đến nay với gần 390 triệu USD, tăng 50% so kế hoạch năm. Các ngành hàng nông sản tiếp tục khẳng định là thế mạnh chủ lực của tỉnh như: nấm rơm, trứng vịt muối, thủy sản đông lạnh, v.v ... Trong đó lúa gạo là mặt hàng chiếm tỷ trọng cao trong kim ngạch xuất khẩu. Lần đầu tiên sau nhiều năm Vĩnh Long có sản lúa vượt trên 1 triệu tấn. Năng suất lúa bình quân 5,6 tấn/ha, theo định hướng của chính phủ và đưa Vĩnh Long trở thành một trong những tỉnh xuất khẩu gạo lớn của cả nước với sản lượng xuất khẩu đạt gần 438.000 tấn.
Trong năm 2011, tổng mức bán lẻ hàng hoá và doanh thu tiêu dùng xã hội ước thực hiện đạt 21.000 tỷ đồng. Vĩnh Long đã đón 750.000 lượt khách đến tham quan. Giá trị sản xuất công nghiệp đạt gần 6.500 tỷ đồng. Tổng dư nợ cho vay năm 2011 là 13.350 tỷ đồng, nguồn vốn huy động ước đạt 12.000 tỷ đồng, tổng vốn đầu tư xây dựng cơ bản trên địa bàn tỉnh đạt hơn 1.500 tỷ đồng. Tổng thu ngân sách ước đạt hơn 2.200 tỷ đồng. Tổng chi ngân sách ước thực hiện được trên 3.600 tỷ đồng.
Năm 2012, mặc dù gặp nhiều khó khăn như lạm phát tăng cao, thời tiết diễn biến phức tạp, dịch bệnh xuất hiện nhiều, tuy nhiên tốc độ tăng trưởng kinh tế năm 2012 vẫn đạt khá, ước đạt 10,2%. Tỉnh Vĩnh Long thực hiện đạt và vượt 17/23 chỉ tiêu đề ra. Tổng sản phẩm trên địa bàn tỉnh ước đạt 9.255 tỷ đồng, tăng gần 8% so với năm 2011, GDP bình quân đầu người đạt gần 32 triệu đồng trên năm. Giá trị sản xuất công nghiệp của tỉnh vẫn khá lạc quan, với mức tăng trên 15%. Tổng kim ngạch xuất khẩu ước thực hiện gần 400 triệu USD. Trong lĩnh vực sản xuất nông nghiệp, cơ cấu nội bộ ngành tiếp tục chuyển dịch đúng hướng và hiệu quả. Giá trị sản xuất nông, lâm, thủy sản ước đạt 6.552 tỷ đồng, tăng hơn 3% so với năm 2011. Diện tích vườn cây ăn trái của tỉnh hiện có trên 47.000 ha,trong đó hơn 40.000 ha đang cho sản phẩm. Sản lượng thu hoạch cả năm đạt trên 493 ngàn tấn.
Năm 2019, nền kinh tế của tỉnh Vĩnh Long duy trì đà tăng trưởng, tổng sản phẩm trong tỉnh (GRDP) tăng 6,22%.
Các mục tiêu kế hoạch phát triển kinh tế - xã hội năm 2019 của tỉnh Vĩnh Long cơ bản được hoàn thành, ước có 20/22 chỉ tiêu chủ yếu đạt và vượt kế hoạch đề ra, trong đó có 7 chỉ tiêu vượt kế hoạch. Cụ thể, tổng thu ngân sách nhà nước cả năm ước đạt 6.794 tỷ đồng, đạt 110,1% dự toán và tăng 12,1% so với cùng kỳ năm trước. Tổng vốn đầu tư phát triển toàn xã hội ước đạt 14.117 tỷ đồng, đạt 102,29% kế hoạch và tăng 8,46% so với năm 2018.
Cùng với đó, tạo thêm việc làm mới cho 25.242 lao động, đạt 126,21% kế hoạch và tăng 8,82% so với năm 2018; thu nhập bình quân đầu người (theo giá thực tế) đạt 50,65 triệu đồng, tăng 2,55 triệu đồng so với năm 2018 (năm 2018 là 48,1 triệu đồng)...

## Xã hội

### Y tế
Theo thông tin từ Tổng cục Thống kê năm 2008, tỉnh Vĩnh Long có 116 cơ sở khám chữa bệnh trực thuộc Sở Y tế. Trong đó có 17 bệnh viện, 101 trạm y tế phường xã và 6 phòng khám đa khoa khu vực. Năm 2008, tỉnh có 471 bác sĩ, 500 y tá, 623 y sĩ, 51 dược sĩ cao cấp, 192 dược sĩ trung cấp và 80 dược tá. Các địa phương có trạm y tế đạt chuẩn đặc biệt là tại thành phố Vĩnh Long, thị xã Bình Minh, Vĩnh Long, các huyện Mang Thít và Trà Ôn.
Danh sách các bệnh viện thuộc tỉnh Vĩnh Long:
- Bệnh viện Đa khoa tỉnh Vĩnh Long
- Bệnh viện Y Dược Cổ truyền Vĩnh Long
- Bệnh viện Lao và Bệnh phổi Vĩnh Long
- Bệnh viện Tâm thần Vĩnh Long
- Bệnh viện Đa khoa khu vực kết hợp Quân dân y Tân Thành
- Bệnh viện Đa khoa khu vực Hoà Phú
- Bệnh viện Triều An - Loan Trâm
- Bệnh viện Xuyên Á Vĩnh Long
- Bệnh viện Đa khoa Nguyễn Văn Thủ (TTYT huyện Vũng Liêm)
- Trung tâm Y tế TP. Vĩnh Long, TX. Bình Minh và các huyện: Bình Tân, Trà Ôn, Mang Thít, Tam Bình, Long Hồ.

### Giáo dục
Tính đến thời điểm ngày 30 tháng 9 năm 2011, trên địa bàn toàn tỉnh Vĩnh Long có 371 trường học ở cấp phổ thông trong đó có Trung học phổ thông có 31 trường, Trung học cơ sở có 92 trường, Tiểu học có 239 trường, trung học có 9 trường, bến cạnh đó còn có 124 trường mẫu giáo và 3 trường Đại học, 5 trường Cao đẳng và 1 trường văn hóa nghệ thuật. Dưới đây là danh sách các trường Đại học, Cao đẳng trên địa bàn tỉnh Vĩnh Long:
- Đại học Kinh tế Thành phố Hồ Chí Minh phân hiệu Vĩnh Long
- Trường Đại học Sư phạm Kỹ thuật Vĩnh Long
- Trường Đại học Cửu Long
- Trường Đại học Xây dựng Miền Tây
- Trường Cao đẳng Cộng đồng Vĩnh Long
- Trường Cao đẳng Kinh tế - Tài chính Vĩnh Long
- Trường Cao đẳng Sư phạm Vĩnh Long
- Trường Cao đẳng Nghề Vĩnh Long
- Trường Trung cấp Y tế Vĩnh Long
- Trường Chính trị Phạm Hùng
- Trường Văn hóa Nghệ thuật Vĩnh Long

Tỷ lệ người lớn biết chữ là 94,6%, cao hơn mức trung bình của khu vực và cả nước. Với hệ thống trường học như thế, nền giáo dục trong địa bàn tỉnh Vĩnh Long tương đối hoàn chỉnh, góp phần giảm thiểu nạn mù chữ trong địa bàn tỉnh.

## Dân cư
Theo thống kê năm 2020, tỉnh Vĩnh Long có diện tích 1.525,73 km², dân số năm 2019 là 1.022.619 người, mật độ dân số đạt 670 người/km².
Tính đến ngày 1 tháng 4 năm 2019, dân số toàn tỉnh Vĩnh Long đạt 1.023.069 người (xếp thứ 10 trong tổng số 13 tỉnh thành Đồng bằng sông Cửu Long), mật độ dân số đạt 687 người/km². Trong đó dân số sống tại thành thị đạt gần 169.862 người, chiếm 16,6% dân số toàn tỉnh, dân số sống tại nông thôn đạt 852.929 người, chiếm 83,4% dân số. Dân số nam đạt 503.878 người, trong khi đó nữ đạt 518.913 người. Nhóm tuổi từ 15 đến 59 tuổi chiếm 69,83% dân số Vĩnh Long, hai nhóm tuổi còn lại là từ 0 đến 14 tuổi và trên 60 tuổi lần lượt chiếm 9,09% và 21,08% dân số toàn tỉnh. Tỷ lệ tăng tự nhiên dân số phân theo địa phương giảm 0,02‰, tỉ suất gia tăng dân số tự nhiên là 0,87%. Tỷ lệ đô thị hóa tính đến năm 2022 là 23,26%.
Theo thống kê của tổng cục thống kê Việt Nam, tính đến ngày 1 tháng 4 năm 2009, toàn tỉnh Vĩnh Long có 20 dân tộc cùng người nước ngoài sinh sống. Trong đó dân tộc Kinh có 997.792 người, người Khmer có 21.820 người, người Hoa có 4.987 người, còn lại là những dân tộc khác như Tày, Thái, Chăm, Mường...
Tính đến ngày 1 tháng 4 năm 2019, Toàn tỉnh Vĩnh Long có 11 tôn giáo khác nhau chiếm 262.280 người, nhiều nhất là Phật giáo có 77.660 người, Phật giáo Hòa Hảo có 66.269 người, Công giáo có 66.220 người, đạo Cao Đài có 46.226 người, các tôn giáo khác như Tin Lành có 3.641 người, Tịnh độ cư sĩ Phật hội Việt Nam có 1.842 người, Đạo Tứ Ân Hiếu Nghĩa có 327 người, Hồi giáo 56 người, Minh Sư Đạo có 22 người, Bửu Sơn Kỳ Hương có 16 người, còn lại là đạo Bà-la-môn chỉ có một người.

## Văn hóa
Do địa thế và lịch sử hình thành, từ ba dân tộc Kinh, Khmer, Hoa cùng sinh sống lâu đời ở đây đã hòa quyện và tạo nên một nền văn hóa đặc trưng cho vùng đất này. Vĩnh Long có khá nhiều loại hình văn học dân gian như: nói thơ Vân Tiên, nói tuồng, nói vè, hát Huê Tình, cải lương... Vĩnh Long cũng là nơi có nhiều di tích lịch sử văn hóa như: thành Long Hồ, Công Thần Miếu Vĩnh Long, đình Tân Giai, đình Tân Hoa, Văn Thánh Miếu Vĩnh Long, Khu tưởng niệm cố Chủ tịch Hội đồng Bộ trưởng Phạm Hùng.

### Truyền thông
Là đài phát thanh và truyền hình trực thuộc Tỉnh ủy, Sở thông tin truyền thông & Ủy ban Nhân dân tỉnh Vĩnh Long. Tên viết tắt của đài là THVL và có trong biểu trưng của đài. Đài Phát thanh - Truyền hình Vĩnh Long được rất nhiều khán giả tại Nam Bộ yêu thích với các chương trình giải trí và phim truyện hấp dẫn. Nhạc hiệu của đài là bài hát "Nam Bộ kháng chiến", được sử dụng tới năm 2012.

## Giao thông

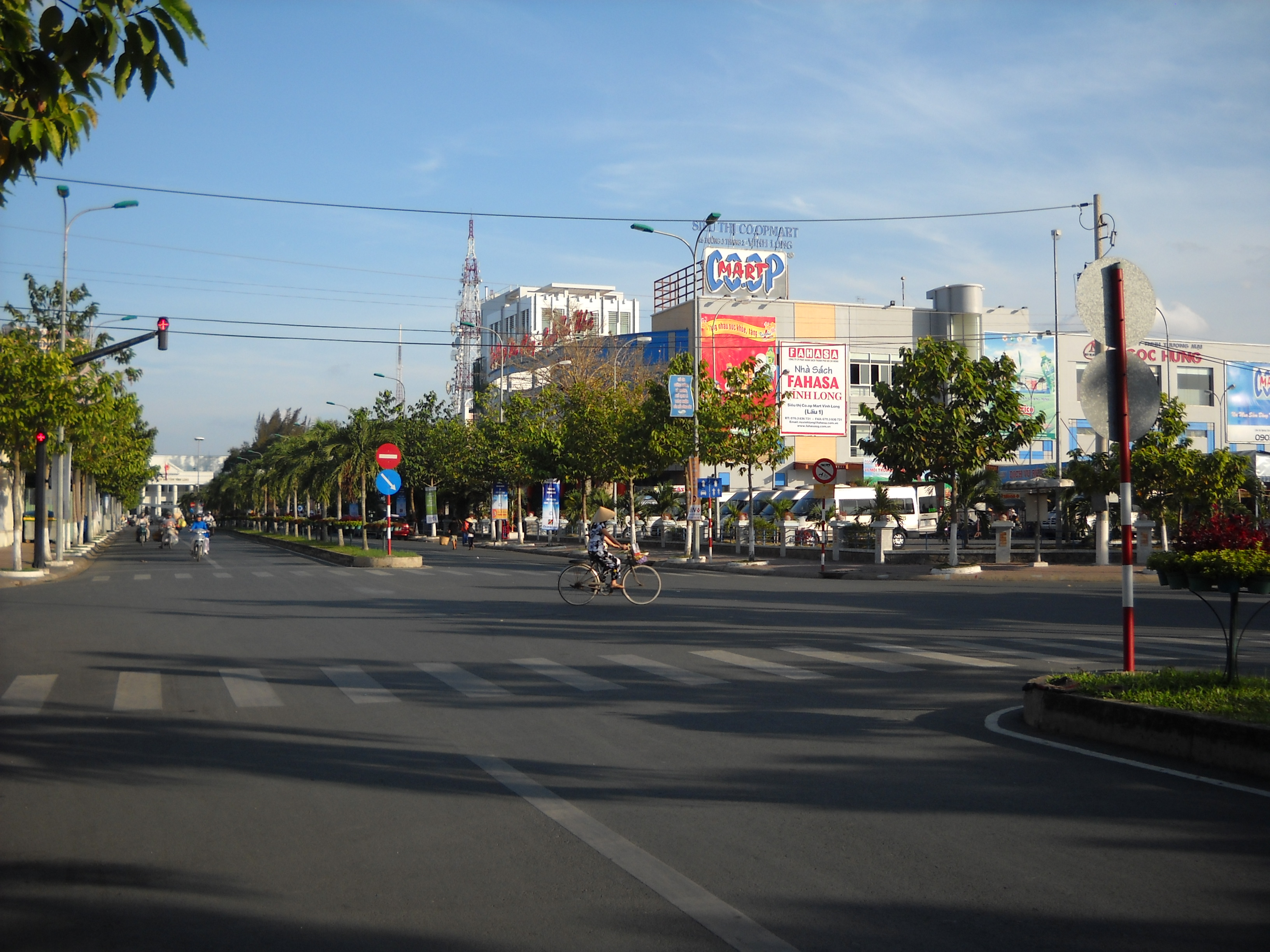
Đường phố ở thành phố Vĩnh Long

Vĩnh Long có Quốc lộ 1, đường cao tốc Bắc – Nam phía Đông đi ngang qua, cùng với các quốc lộ khác như Quốc lộ 53, Quốc lộ 54, Quốc lộ 57, Quốc lộ 80 và đường cao tốc Hồng Ngự – Trà Vinh. Các tuyến đường tỉnh: 901, 902, 903, 904, 905, 906, 907, 908, 909 và 910.
Các tuyến giao thông đường thủy của tỉnh cũng khá thuận lợi, các tuyến giao thông này nối liền tỉnh Vĩnh Long với các tỉnh trong khu vực Đồng bằng sông Cửu Long và cả nước, tạo cho Vĩnh Long một vị thế rất quan trọng trong chiến lược phát triển và hợp tác kinh tế với cả vùng.

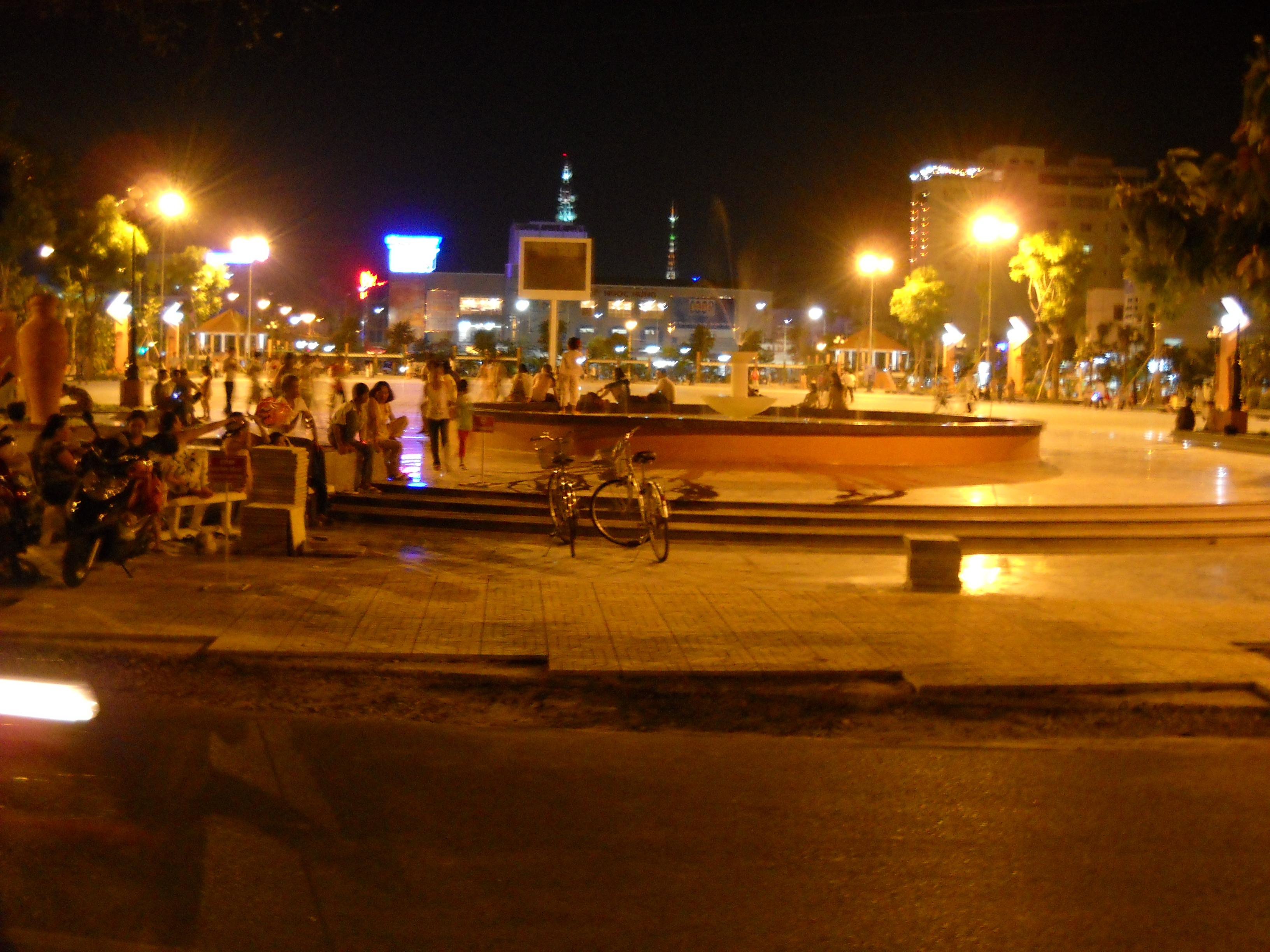
Đêm ở quảng trường trung tâm của thành phố Vĩnh Long

## Danh nhân
Vùng đất Vĩnh Long đã sản sinh ra nhiều chính khách và lãnh đạo của nhiều chế độ khác nhau trong lịch sử, ví dụ như:
- Võ Văn Kiệt (1922-2008): quê ở huyện Vũng Liêm, Nguyên Thủ tướng Chính phủ nước Cộng hòa xã hội chủ nghĩa Việt Nam từ 1991 đến 1997, ông được đánh giá là người đẩy mạnh công cuộc Đổi mới ở Việt Nam
- Võ Văn Thưởng (1970): Quê ở huyện Mang Thít, Uỷ viên Bộ Chính trị, Chủ tịch nước Cộng hòa xã hội chủ nghĩa Việt Nam
- Phạm Hùng (1912-1988): quê ở huyện Long Hồ, Nguyên Chủ tịch Hội đồng Bộ trưởng nước Cộng hòa xã hội chủ nghĩa Việt Nam từ 1987 đến 1988, và là nguyên Bí thứ Trung ương Cục miền Nam từ 1967 đến 1975
- Phan Văn Đáng (1918-1997): quê ở huyện Tam Bình, là cựu Phó Chủ tịch Quốc hội Cộng hòa Xã hội Chủ nghĩa Việt Nam từ 1976 đến 1981
- Cao Văn Bổn (?-1971): quê ở huyện Tam Bình, nguyên Bộ trưởng Bộ Kinh tế - Tài chính của Cộng hòa Miền Nam Việt Nam từ 1969 đến 1971
- Phùng Văn Cung (1909-1987): quê ở thành phố Vĩnh Long, nguyên Phó Chủ tịch Chính phủ Cách mạng Lâm thời Cộng hòa Miền Nam Việt Nam (tương đương Phó Thủ tướng) kiêm Bộ trưởng Bộ Nội vụ Cộng hòa Miền Nam Việt Nam từ 1969 đến 1976
- Trần Đại Nghĩa (1913-1997): quê ở huyện Tam Bình, là giáo sư, kỹ sư quân sự và Thiếu tướng Quân đội Nhân dân Việt Nam
- Nguyễn Văn Lộc (1922-1992): quê ở thành phố Vĩnh Long, là cựu Thủ tướng Việt Nam Cộng hòa từ 1967 đến 1968
- Trần Văn Hương (1903-1982): quê ở thành phố Vĩnh Long, là cựu Thủ tướng Việt Nam Cộng hòa từ 1964 đến 1965 và từ 1968 đến 1969, đồng thời cũng là cựu Phó Tổng thống Việt Nam Cộng hòa từ 1971 đến 1975, rồi là cựu Tổng thống Việt Nam Cộng hòa trong 7 ngày vào năm 1975
- Trần Văn Hữu (1895-1985): quê ở huyện Long Hồ, là cựu Thủ tướng Quốc gia Việt Nam kiêm Bộ trưởng Ngoại giao Quốc gia Việt Nam từ 1950 đến 1952
- Phan Khắc Sửu (1905-1970): quê ở thị xã Bình Minh, là cựu Quốc trưởng Việt Nam Cộng hòa từ 1964 đến 1965
- Lê Thanh Bạch (1959): quê ở huyện Long Hồ, là một nghệ sĩ hài, biên đạo múa, người dẫn chương trình, giám khảo người Việt Nam

## Hình ảnh

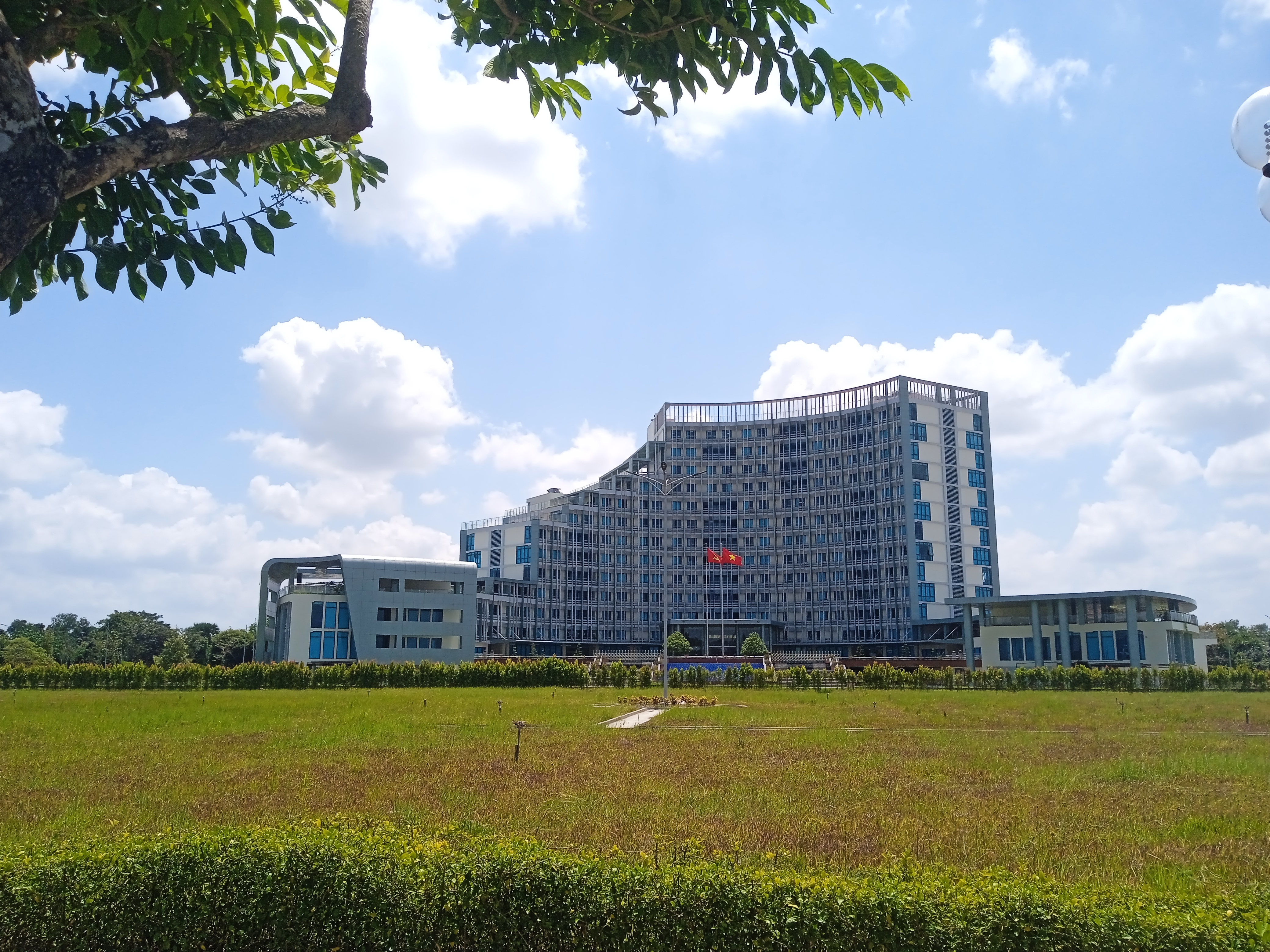
Trung tâm hành chính tỉnh Vĩnh Long
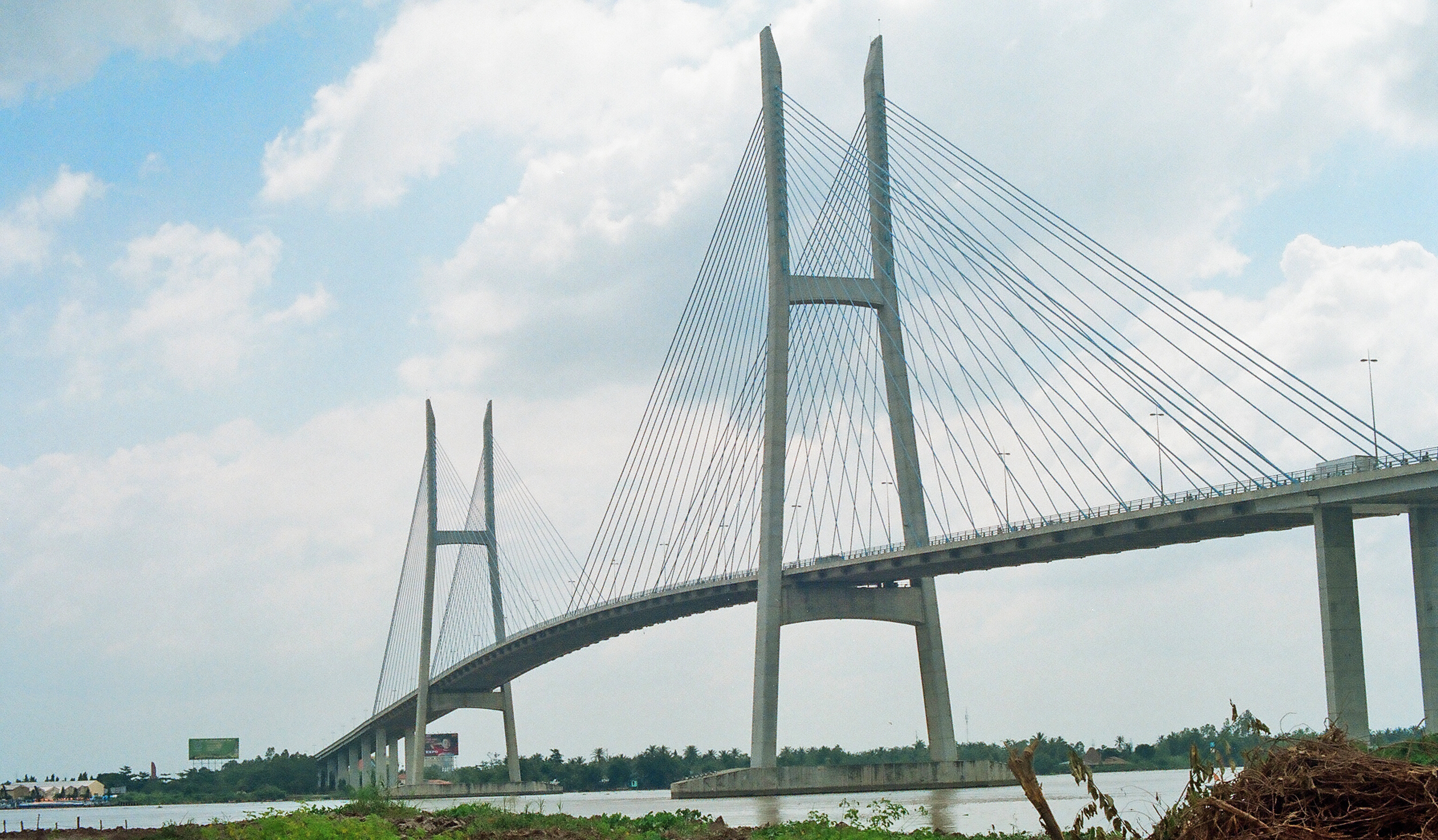
Cầu Mỹ Thuận
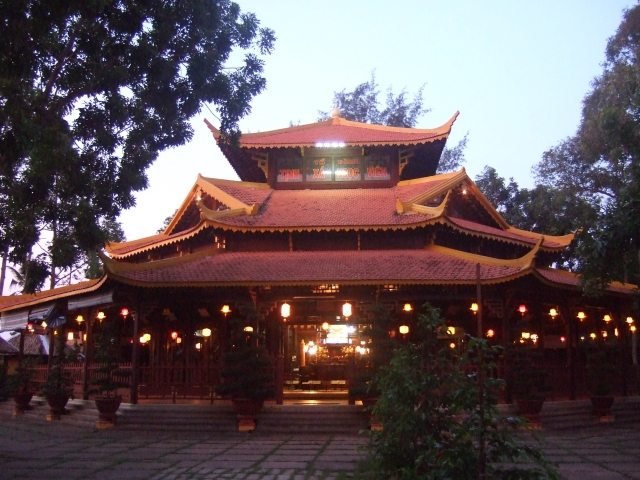
Tổ đình Ngọc Viên Hệ phái Phật giáo Khất sĩ Việt Nam
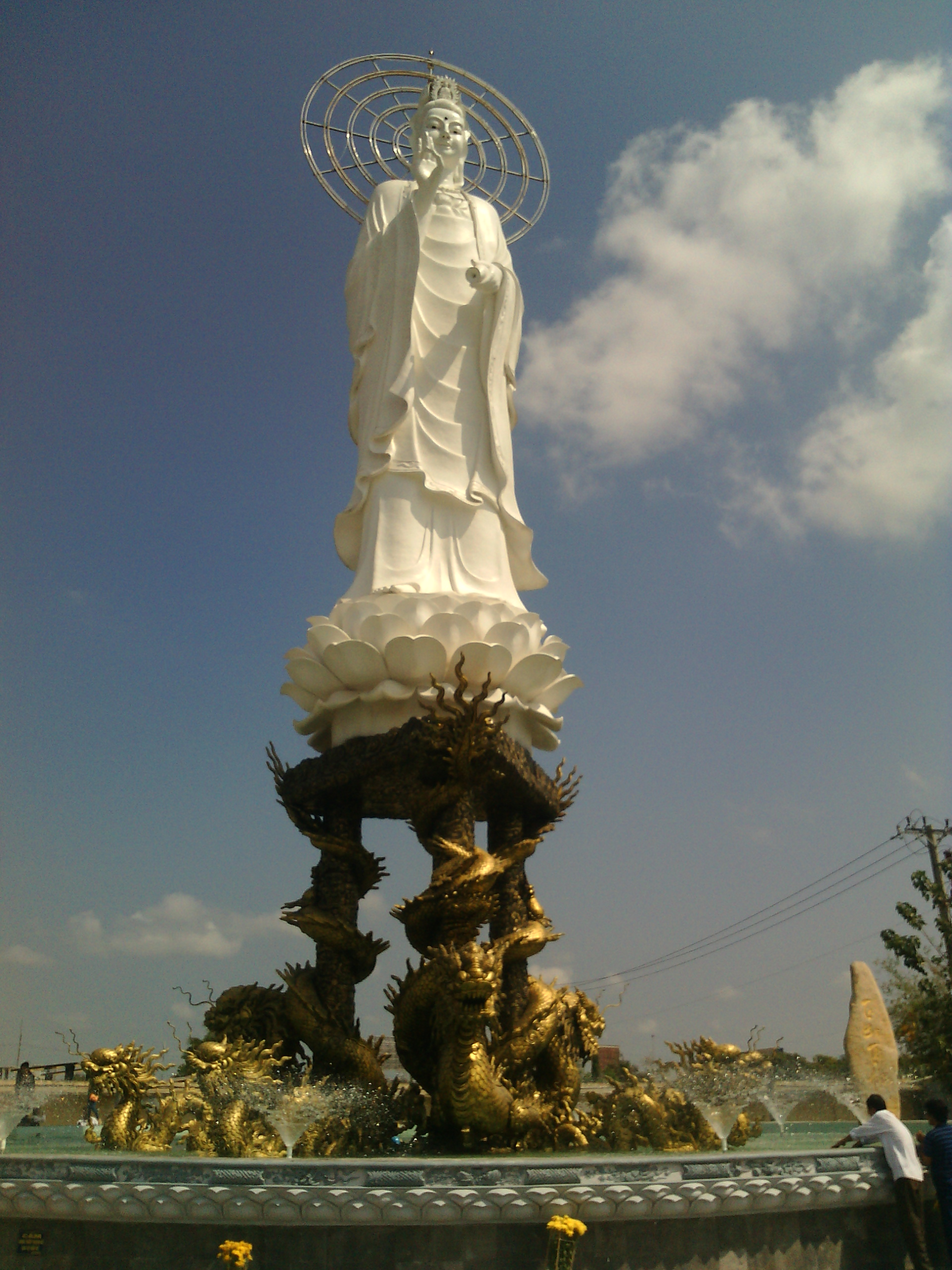
Tượng Quan Âm Cửu Long
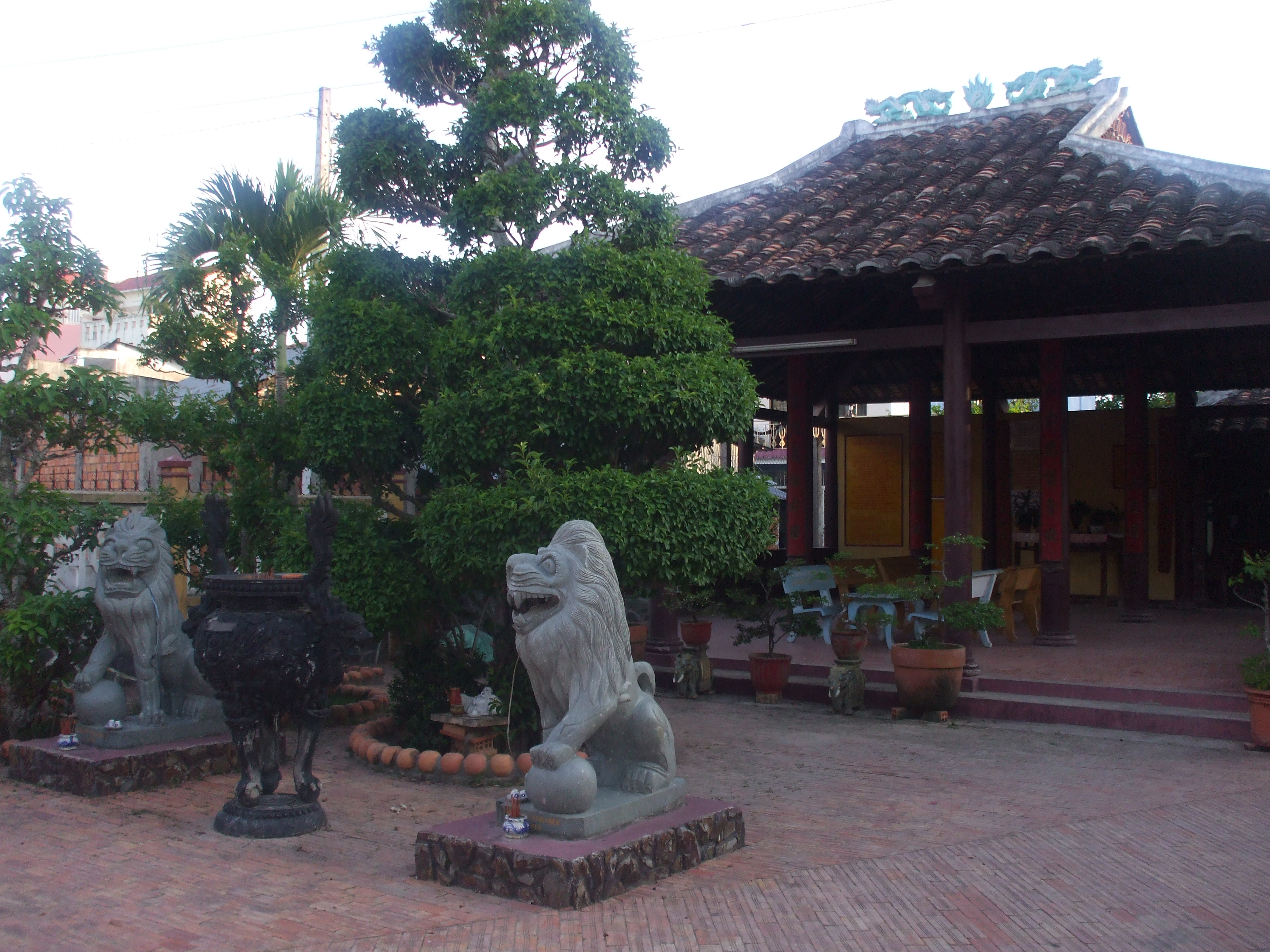
Miếu Công Thần
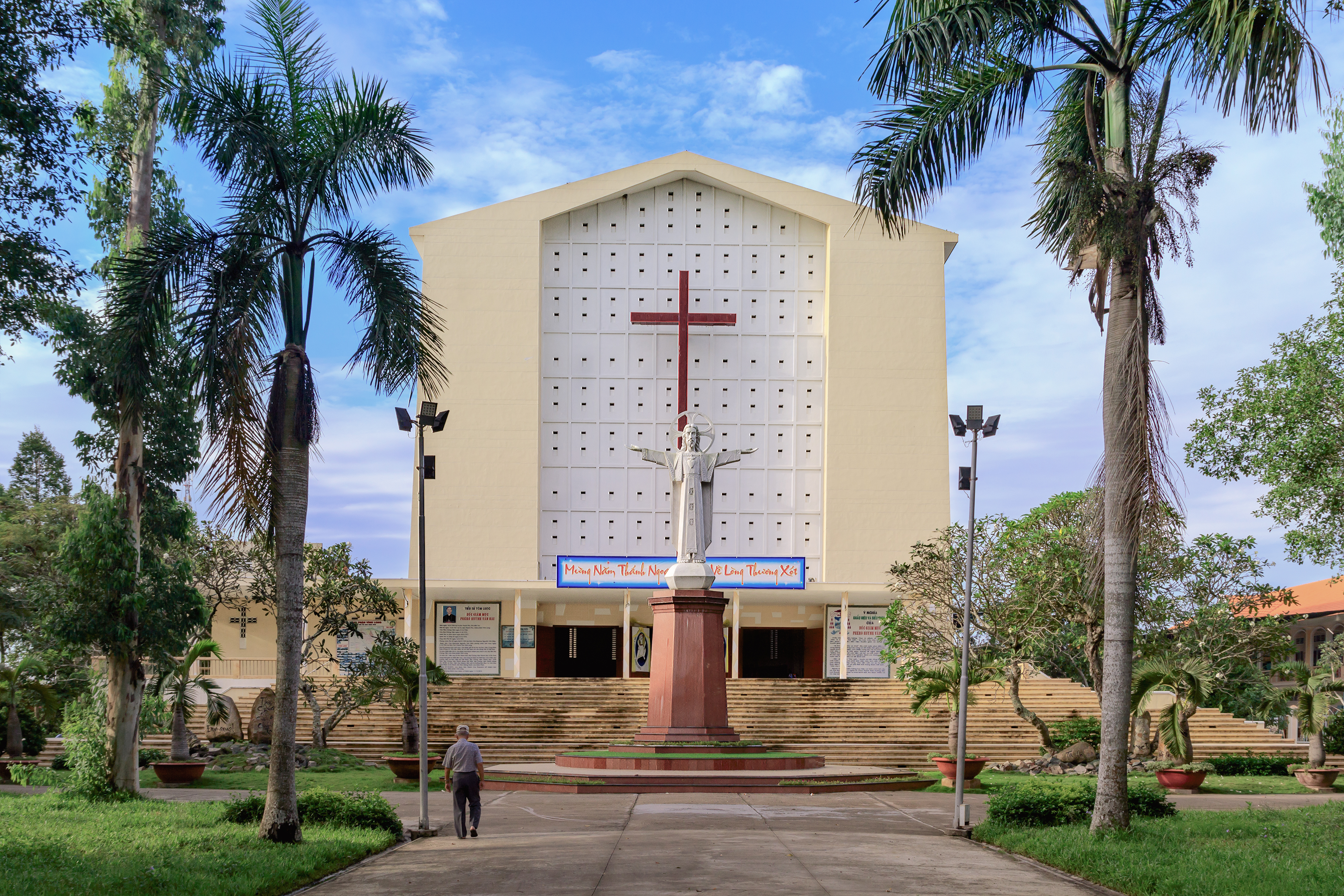
Nhà thờ chính tòa Vĩnh Long
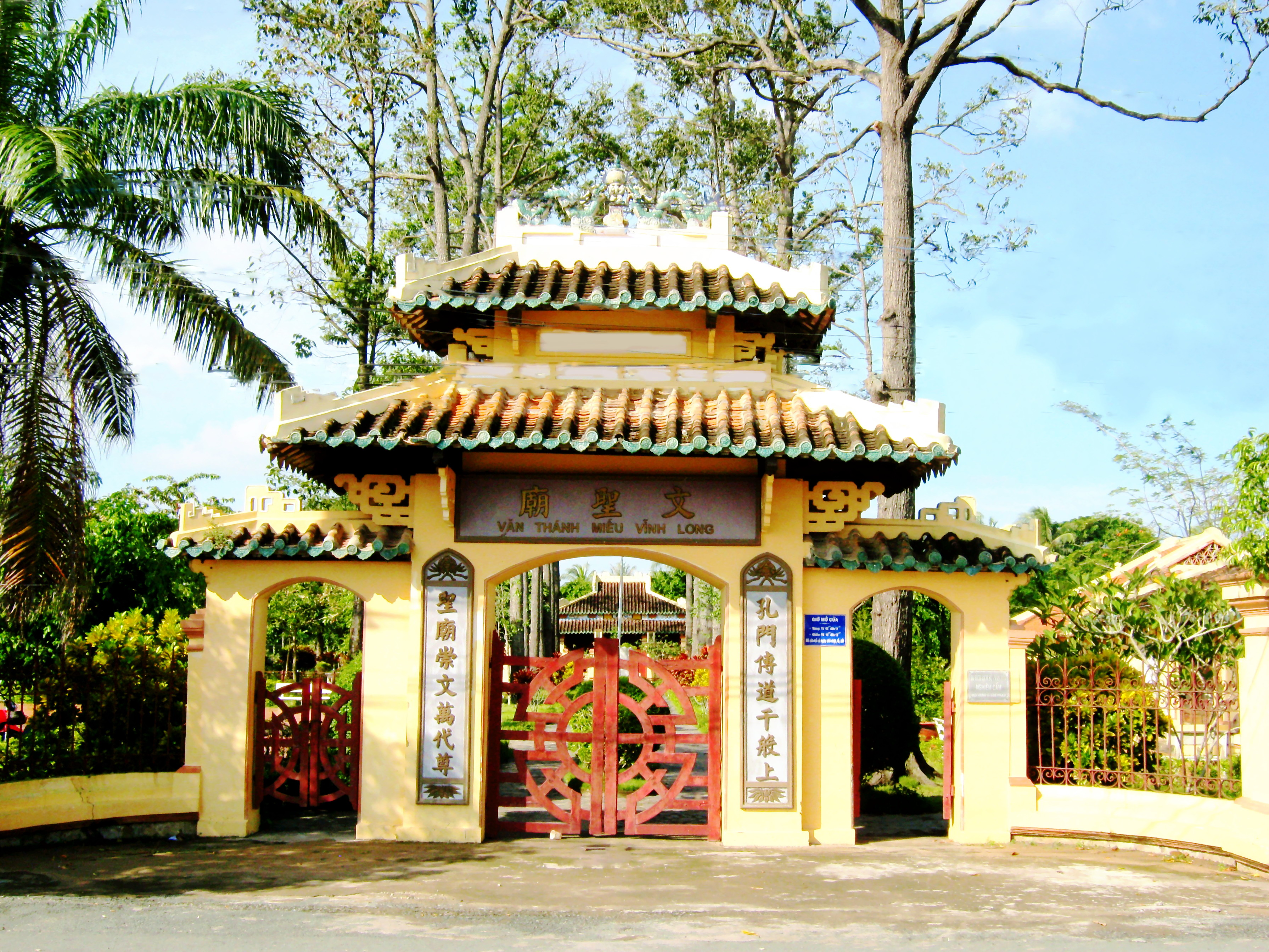
Văn Thánh Miếu